# Recordoxylon pulcherrimum
Recordoxylon pulcherrimum là một loài thực vật có hoa trong họ Đậu. Loài này được Barneby miêu tả khoa học đầu tiên năm 1984.